# Nguyễn Dương Thiên Ân
Nguyễn Dương Thiên Ân (sinh ngày 20 tháng 11 năm 2004) là một vận động viên taekwondo Việt Nam quê thành phố Vĩnh Long, Vĩnh Long
Đơn vị đào tạo: thành phố Vĩnh Long

## Sự nghiệp
- Tháng 8 năm 2022 theo học đối kháng Taekwondo Việt Nam.

- Tháng 3 năm 2023 đăng ký tham gia giải đấu Taekwondo vô địch Quốc gia đạt huy chương vàng xếp thứ 2 chung cuộc.[1]

- 28 tháng 7 năm 2023 tham gia Đại hội Thể thao Sinh viên Thế giới Mùa hè Thành Đô 2021 đạt huy chương vàng và xếp thứ 4 chung cuộc[2]

- 15 tháng 9 năm 2023 tham gia giải Taekwondo các câu lạc bộ Quốc tế và đạt huy chương vàng.[3]
- 8 tháng 10 năm 2023 tham dự với vai trò đại biểu tại ASIAD 19[4]

## Thành tích
| Năm  | Giải đấu                                                 | Nơi diễn ra | Thành tích      |
| ---- | -------------------------------------------------------- | ----------- | --------------- |
| 2023 | Giải vô địch Taekwondo Quốc gia                          | Thanh Hóa   | Huy chương vàng |
| 2023 | Đại hội Thể thao Sinh viên Thế giới Mùa hè Thành Đô 2021 | Trung Quốc  | Huy chương vàng |
| 2023 | Giải vô địch Taekwondo các câu lạc bộ Quốc tế            | Đà Nẵng     | Huy chương vàng |